# Cerdistus dimidiatus
Cerdistus dimidiatus är en tvåvingeart som först beskrevs av Macquart och Sabin Berthelot 1839.  Cerdistus dimidiatus ingår i släktet Cerdistus och familjen rovflugor.
Artens utbredningsområde är Kanarieöarna. Inga underarter finns listade i Catalogue of Life.